# Yemens forening
Yemens forening fandt sted den 22. maj 1990, hvor den Demokratiske Folkerepublik Yemen (også kendt som Sydyemen) blev forenet med den Arabiske Republik Yemen (også kendt som Nordyemen) i Republikken Yemen (ofte blot Yemen).

## Baggrund
I modsætning til Øst- og Vesttyskland, Nord- og Sydkorea eller Nord- og Sydvietnam, var de to yemenitiske stater relativt venskabelig anlagte, selvom forholdet til tider kunne være anstrengt. Ligeledes i modsætning til Tyskland, Korea og Vietnam, blev de yemenitiske stater ikke dannet ved en borgerkrig eller besættelse. Det første Nordyemen blev en stat efter kollapset af det Osmaniske Rige i november 1918, hvor Sydyemen på det tidspunkt blev en britisk koloni. Det britiske herredømme forblev indtil et oprør ledet af nationalistiske partier i Sydyemen, hvilket fik Storbritannien til at forlade dets tidligere koloni.
Efter den nordyemenitiske borgerkrig blev der etableret en republikansk regering, som havde repræsentanter fra de forskellige stammer. Nordyemen nød beskedne olieindtægter samt pengeoverførsler fra sine borgere, der arbejdede i de olierige Golfstater. Dets befolkning blev i 1980'erne anslået til 12 mio. i modsætning til 3 mio. i Sydyemen.
Sydyemen udviklede sig til en marxistisk, for det meste sekulært, samfund, som i starten blev ledet af den Nationale Frihedsfront, der senerehen blev indlemmet i det regerende Yemens Socialistparti. Som det eneste erklærede marxistiske nation i Mellemøsten, nød Sydyemen godt af betydelige internationale bidrag samt andet assistance fra Sovjetunionen.
I oktober 1972 brød der kampe ud mellem nord og syd. Nordyemen var støttet af Saudi-Arabien og Sydyemen var støttet af Sovjetunionen. Konflikten varede kortvarig, og den 28. oktober 1972 underskrev begge lande Kairo-aftalen; en aftale med henblik på at forene de to lande.
Kampene brød ud igen i februar og marts 1979, hvor Sydyemen angiveligt støttede oprørerne i nord gennem den Nationale Demokratifront, samt at de krydsede grænsen med egne soldater. Sydyemen militære styrker nåede helt frem til byen Ta'izz, før de trak sig tilbage. Også denne konflikt var kortvarig.
I slutningen af 1980'erne blevet der opdaget olie nær grænsen mellem de to lande, Marib i Nordyemen og i Shabwah Guvernement i syd. Det ansporede til en interesse i begge stater om at udnytte ressourcerne der, således begge landes økonomier kunne løftes. I maj 1988 kom begge regeringen frem til en aftale, der reducerede spændigerne mellem staterne, og det blev aftalt, at man ville indlede nye forhandlinger om en forening. Der blev etableret et fælles olieefterforskningsområde langs deres udefinerede grænse, nu kendt som Joint Investment Area (fælles investeringsområde) af Hunt Oil Company og Exxon. Den samme måned etablerede de Yemens Selskab for Investering i Mineral- og Olieressourcer. I november 1989 blev Ali Abdullah Salah fra nord og Ali Salim al-Beidh fra syd enige om, at skrive en fælles forfatning ud fra udkastet fra 1981, hvilket inkluderede en demilitariseret grænse samt tilladelse til, at alle yemenitter kunne passagere grænsen blot med et nationalt id-kort, og at den fremtidige hovedstad skulle blive Sanaá.

## Foreningen
Tekst mangler, hjælp os med at skrive teksten

## Borgerkrigen
Tekst mangler, hjælp os med at skrive teksten

## Efterfølgerne
Tekst mangler, hjælp os med at skrive teksten

## Integration
Tekst mangler, hjælp os med at skrive teksten